# Колоколов, Иван Дмитриевич
Иван Дмитриевич Колоколов (1799—1869) — протоиерей Русской православной церкви.

## Биография
Родился в 1799 году в г. Осташков Тверской губернии в семье священника. Обучался в тверской семинарии и Петербургской духовной академии.  Окончив в 1821 году курс со степенью магистра, он был оставлен при академии бакалавром греческого языка, и занимал эту должность более 22 лет. С 1841 года кроме греческого языка стал преподавать патристику. Был назначен бакалавром по богословскому классу чтения Священного Писания. По поручению академического начальства занимался переводом с греческого на русский язык книги «Православное исповедание католической и апостольской церкви восточной» (1828). В феврале 1830 года был рукоположён в дьякона, а затем во священники к церкви правительствующего сената. Комиссией духовных училищ 15 декабря 1830 года был утверждён в звании действительного члена Санкт-Петербургской духовной академии.
С 1830 года в течение 30 лет служил священником, ключарём (с 7 июля 1831 г.), затем протоиереем (и настоятелем с 1846 г.) в Николо-Богоявленском морском соборе, а с 1860 года был настоятелем Исаакиевского собора.
Член Санкт-Петербургской духовной цензуры со 2 августа 1835 года; был назначен членом комитета для рассмотрения вредных книг. Член комитета Духовной цензуры с 1853 года; член статистического Санкт-Петербургского губернского комитета с 1854 года. В 1860 году он стал благочинным I-го благочинного округа Санкт-Петербурга; в августе 1860 года определён членом Комитета при Св. Синоде. 
Перевёл «Святого Иоанна Златоустого слово о священстве» (СПб., 1836) и участвовал в новом переводе с греческого: «Православного исповедания», переведённого Петром Могилой и «Правил вселенских соборов и святых отцов», изданных синодом. Несколько его проповедей были изданы отдельно и помещены в «Христианском чтении», небольшие статьи в «Духовной беседе».
Скончался после продолжительной болезни 10 (22) декабря 1869 года. Похоронен на Митрофаниевском кладбище Санкт-Петербурга.

## Награды
- 9 февраля 1832 г. — скуфья.
- 1 июня 1837 г. — камилавка «за отличную церковную службу».
- 31 июля 1839 г. — наперсный крест от Св. Синода за труды в переводе книг с греческого на славяно-русский язык.
- 16 января 1844 г. — набедренник.
- 2 апреля 1851 г. — орден Св. Анны 2-й степени (императорская корона к ордену — в 1859 г.).
- 22 апреля 1861 г. — орден Св. Владимира 3-й степени «за отличную и усердную службу» — это награждение дало ему потомственное дворянство.
- 30 мая 1863 г. — митра, шитая золотом и украшенная каменьями от Св. Синода.
- 28 апреля 1863 г. — палица.